# Sulfit oxidasa

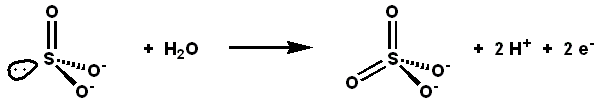
La sulfit oxidasa catalitza la reacció de sulfit i aigua donant sulfat

La sulfit oxidasa (EC 1.8.3.1) és un enzim dins el mitocondri de tots els eucariotes. Oxida el sulfit a sulfat i, via citocrom c, transfereix elselectrons produïts en la cadena de transport d'electrons, permetent la generació d'ATP en fosforilació oxidativa. Aquest és el darrer pas en el metabolisme dels compostoa que contenen sofre i el sulfat s'excreta.
La sulfit oxidasa és un metal·loenzim que utilitza un cofactor molibdopterina i un grup heme. pertany a la superfamília de lesmolibdè oxotransferases la qual també incloi DMSO reductasa, xantina oxidasa i nitrit reductasa.
En els mamífers, l'expressió de nivells de sulfit oxidasa és alta en el fetge, el ronyó i el cor i molt baixa en la melsa, el cervell, el múscul esquelètic i la sang.